# Bobilla bigelowi
Bobilla bigelowi är en insektsart som först beskrevs av Steven Swan 1972.  Bobilla bigelowi ingår i släktet Bobilla och familjen syrsor. Inga underarter finns listade i Catalogue of Life.